# Resolució 2172 del Consell de Seguretat de les Nacions Unides
La Resolució 2172 del Consell de Seguretat de les Nacions Unides fou adoptada per unanimitat el 26 d'agost de 2014. Després de recordar les resolucions anteriors sobre Israel i el Líban, incloses les resolucions 425 (1978), 426 (1978), 1559 (2004), 1680 (2006), 1701 (2006), 1773 (2007), 1832 (2008) i 1884 (2009), el Consell va ampliar el mandat de la Força Provisional de les Nacions Unides al Líban (UNIFIL) durant altres dotze mesos fins al 31 d'agost de 2015.

## Detalls
El Consell de Seguretat va instar a totes les parts a aplicar plenament la resolució 1701 i reafirmar seu el compromís a aquest respecte, degut a les seves nombroses violacions. També va demanar a totes les parts que respectessin la Línia Blava, alhora que instava a Israel i el Líban a treballar amb la UNIFIL per reduir tensions.
El Consell va demanar als Estats membres que ajudessin a reforçar l'exèrcit libanès, alhora que instava al govern d'Israel a retirar immediatament les seves forces del nord de Ghajar.